# Bengt Nordenberg
Bengt Nordenberg (født 22. april 1822 i Jämshög i Blekinge, død 18. december 1902 i Düsseldorf) var en svensk maler, farbror til Henrik Nordenberg tilknyttet Düsseldorfskolen og mest kendt for sine folkloristiske billeder med motiver fra Dalarne, Blekinge og Skåne. Nordenberg har tillige skildret de højere klassers liv og malet altertavler. Hans kunst er bl.a. udstillet på Nationalmuseet og Göteborgs kunstmuseum.
Bengt Nordenberg er farbror til kunstneren Henrik Nordenberg (1857–1928)

## Biografi
Nordenberg voksede op i fattigdom og levede som vogterdreng, inden han blev lærling hos en maler i Sölvesborg. Herefter ernærede han sig som omvandrende landsbymaler, indtil han i 1843 kom til Stockholm, hvor malerhåndteringen vedligeholdes og lærtes fagmæssig, samtidig med, at han fik uddannelse på kunstakademiet. Allerede hans lille Dampskibsscene (1847) viste hans talent. I 1851 rejste han til Düsseldorf, hvor han studerede i Theodor Hildebrandts atelier, men fik sin væsentligste inspiration fra Adolph Tidemand, med hvem han også foretog studierejser. Tidemand havde afgørende indflydelse på hans teknik og motivvalg. Nordenberg var i en årrække en af Tidemands medhjælpere ved udarbejdelsen af dennes altertavler. I 1856 fik Nordenberg et rejsestipendium af den svenske stat og efter halvandet år i Paris, hvor han studerede hos Thomas Couture, ankom Nordenberg i efteråret 1858 til Rom. Han vendte dog snart tilbage til Düsseldorf, hvor han bosatte sig resten af livet. Størstedelen af hans arbejder findes derfor i Tyskland. mange af dem skildrer svensk almueliv i Skåne, Blekinge og Dalarne i højst idyllisk atmosfære med fin kunstnerisk iagttagelse.

## Værker
Hans bedste værk anses for at være Tiendemøde i Skåne (1865), der ligesom Bryllup i Vårend (1873) m.fl. ejes af Stokholms Nationalmuseum. Andre kendte arbejder:
- Laserne forstyrrer Gildet (1866),
- Brøndgæsterne«, Ved Orgelet m.fl. i Gøteborg
- Altergang i en svensk kirke (1856).

## Galleri
- Nordenbergs skildring af udvandringen fra Dalarna
- Kyrkrodd, Dalarna (1854)
- Veteranerne (1882)
- En riven get
- Hyrdefamilie med geder (1863)
- Vinterfærd (1882)